# 彰化交流道
彰化交流道為臺灣國道一號的交流道，位於臺灣彰化縣彰化市，指標為198k，為彰化縣北部的主要聯外交流道。
|      | 198 彰化 | 南下      | 彰濱工業區 | 彰濱工業區 |
|      | 198 彰化 | 南下      | 彰化 鹿港  |            |
| 北上 | 198 彰化 | 鹿港 彰化 |            |            |

## 鄰近公路
- 台19線
- 縣道135號
- 縣道142號

## 外部連結
- 國道一號彰化交流道示意圖 （页面存档备份，存于）（交通部高速公路局）